# MCMXC a.D.
MCMXC a.D. är ett musikalbum av gruppen Enigma, utgivet den 3 december 1990 (något som titeln även anger – "1990 anno Domini"). Det är gruppens debutalbum.
Från albumet släpptes fyra singlar varav Sadeness (part I) och Mea Culpa (part II) lyckades bäst på topplistorna. MCMXC a.D. var det första albumet i en planerad trilogi som kom att bli längre. Mannen bakom Enigma, Michael Cretu, är kontrakterad av Virgin att ge ut åtta album totalt, ett nytt vart tredje år. Det sista albumet släpptes 2016.

## Låtförteckning

### Originalalbumet
1. "The Voice of Enigma" – 2:21
2. "Principles of Lust" – 11:43
A. "Sadeness"
B. "Find Love"
C. "Sadeness (reprise)"
3. "Callas Went Away" – 4:27
4. "Mea Culpa" – 5:03
5. "The Voice & The Snake" – 1:39
6. "Knocking on Forbidden Doors" – 4:31
7. "Back to the Rivers of Belief" – 10:32
A. "Way to Eternity"
B. "Hallelujah"
C. "The Rivers of Belief"

### MCMXC a.D. – The Limited Edition (1991)
Denna utgåva innehåller de sju originallåtarna samt fyra remixlåtar.
8. "Sadeness (Meditation)" – 2:43
9. "Mea Culpa (Fading Shades)" – 6:04
10. "Principles of Lust (Everlasting Lust)" – 4:50
11. "The Rivers of Belief (The Returning Silence)" – 7:04

### MCMXC a.D. med bonusskiva (1999)
Denna utgåva innehåller de sju originallåtarna samt sex remixlåtar på en separat cd.
1. "Sadeness – Part I (Meditation Mix)" – 3:00
2. "Sadeness – Part I (Extended Trance Mix)" – 5:01
3. "Sadeness – Part I (Violent U.S. Remix)" – 5:03
4. "Mea Culpa – Part II (Fading Shades Mix)" – 6:13
5. "Mea Culpa – Part II (Orthodox Version)" – 4:00
6. "Mea Culpa – Part II (Catholic Version)" – 3:55

## Musiker
- Michael Cretu (Curly M.C.) – producent, sång
- Sandra – sång
- David Fairstein – låttexter
- Louisa Stanley – röster
- Frank Peterson (F. Gregorian) – samplingar